# Tupistra robusta
Tupistra robusta är en sparrisväxtart som beskrevs av Noriyuki Tanaka. Tupistra robusta ingår i släktet Tupistra och familjen sparrisväxter. Inga underarter finns listade i Catalogue of Life.